# Tilmann Sutter
Tilmann Sutter (* 3. Mai 1957 in Freiburg) ist ein deutscher Soziologe. Seit 2005 ist er Professor für Soziologie mit Schwerpunkt Mediensoziologie an der Fakultät für Soziologie der Universität Bielefeld.

## Leben und Wirken
Tilmann Sutter studierte an der Albert-Ludwigs-Universität Freiburg  von 1976 bis 1982 die Fächer Soziologie, Psychologie und Erziehungswissenschaften, wo er 1982 die Magisterprüfung und 1989 die Promotion in Soziologie ablegte. Sutter habilitierte sich 1998 in Soziologie an der Universität Hamburg.
Von 1984 bis 2004 hatte er Lehraufträge am Institut für Soziologie und am Psychologischen Institut in Freiburg, am Fachbereich für Kommunikationswissenschaften der Universität Essen und am Institut der Universität Hamburg inne. Von 1989 bis 1994 war er Wissenschaftlicher Mitarbeiter an den Universitäten Freiburg und Hamburg. 1996 vertrat er eine Professur am Psychologischen Institut der Universität Freiburg. Von 1998 bis 2005 war er Privatdozent am Institut für Soziologie in Hamburg und am Psychologischen Institut in Freiburg. Seit 2005 ist er Professor für Soziologie mit Schwerpunkt Mediensoziologie an der Universität Bielefeld.

## Publikationen (Auswahl)
- Moral aus der Perspektive der Amoral. Centaurus, Pfaffenweiler 1990, ISBN 3-89085-444-3.
- Systeme und Subjektstrukturen. Zur Konstitutionstheorie des interaktionistischen Konstruktivismus. Westdeutscher Verlag, Opladen 1999, ISBN 3-531-13321-7.
- Interaktionistischer Konstruktivismus: zur Systemtheorie der Sozialisation. VS Verlag für Sozialwissenschaften, Wiesbaden 2009, ISBN 978-3-531-16192-1.
- Medienanalyse und Medienkritik: Forschungsfelder einer konstruktivistischen Soziologie der Medien. VS Verlag für Sozialwissenschaften, Wiesbaden 2010, ISBN 978-3-531-16910-1.